# Markus Schmidt (Rennrodler)
Markus Schmidt (* 23. Oktober 1968 in Innsbruck) ist ein österreichischer Rennrodler, welcher sowohl im Einsitzer als auch im Doppelsitzer gemeinsam mit Gerhard Gleirscher an den Start ging. Er nahm 1992 und 1994 an Olympischen Winterspielen teil und konnte eine Bronzemedaille gewinnen. Zu seiner aktiven Zeit startete er für den SV Igls.

## Karriere

### Rennrodler
Im Jahr 1984 nahm er gemeinsam mit seinem Doppelsitzer-Partner Robert Manzenreiter an den Juniorenweltmeisterschaften 1984 in Bludenz teil. Hinter dem sowjetischen Team und dem Team aus der DDR holten sie die Bronzemedaille.
Bei den Rennrodel-Weltmeisterschaften 1991 in Winterberg gewann er im Team-Wettbewerb die Silbermedaille. Bei den Europameisterschaften 1992 in Winterberg gewann er mit der österreichischen Staffel die Silbermedaille. Er qualifizierte sich sowohl im Einsitzer als auch im Doppelsitzer gemeinsam mit Gerhard Gleirscher für die Olympischen Winterspiele 1992 im französischen Albertville. Im Einsitzer-Wettbewerb gewann er hinter dem deutschen Georg Hackl und seinem Teamkollegen Markus Prock die Bronzemedaille. Gemeinsam mit Gerhard Gleirscher belegte er im Doppelsitzer nur den siebten Platz.
In der Saison 1993/94 konnte er seinen einzigen Weltcup-Sieg im Einzel gewinnen. Beim Weltcup-Rennen in Innsbruck-Igls gewann er das Rennen im Einsitzer. Zudem gewann er im Staffelwettbewerb bei den Europameisterschaften 1994 in Königssee die Bronzemedaille. Für die Olympischen Winterspiele 1994 qualifizierte er sich im Einsitzer und wurde vom Österreichischen Olympischen Comité für die Winterspiele in Lillehammer nominiert. Den Einsitzer-Wettbewerb beendete er auf den zehnten Platz.
Bei den Europameisterschaften 1996 in Sigulda gewann er im Einsitzer hinter Jens Müller und Albert Michailowitsch Demtschenko die Bronzemedaille und im Team-Wettbewerb belegte er gemeinsam mit dem österreichischen Team die Silbermedaille. Bei den Weltmeisterschaften 1996 in Altenberg konnte er gemeinsam mit seinen Mannschaftskollegen im Team-Wettbewerb die Goldmedaille gewinnen.

### Sportfunktionär
Er ist im Österreichischen Rodelverband als Vizepräsident tätig und ist für die Kunstbahnen zuständig. Zudem sitzt er in der Jury der Fédération Internationale de Luge de Course.

## Erfolge

### Weltcupsiege
Einsitzer
| Nr. | Datum        | Ort     | Bahn                           |
| --- | ------------ | ------- | ------------------------------ |
| 1.  | 5. Dez. 1993 | Sigulda | Rennrodel- und Bobbahn Sigulda |